# Potentilla millefolia
Potentilla millefolia är en rosväxtart som beskrevs av Per Axel Rydberg. Potentilla millefolia ingår i Fingerörtssläktet som ingår i familjen rosväxter. Utöver nominatformen finns också underarten P. m. klamathensis.